# Römerkampfbahn
Die Römerkampfbahn (offiziell: Sportanlage Römerkampfbahn) ist ein Fußballstadion in Beckum. 

## Lage und Ausstattung
Die Römerkampfbahn befindet sich im Norden Beckums an der Vorhelmer Straße. Etwas weiter südlich befindet sich das Jahnstadion. Die Zuschauerkapazität der Römerkampfbahn liegt bei 7500 Plätzen. Auf der Haupttribüne hat das Stadion etwa 1000 überdachte Sitzplätze. Es handelt sich um ein reines Fußballstadion ohne eine das Spielfeld umgehende Laufbahn. Es gibt keine Flutlichtanlage. Neben dem Stadion befindet sich ein Nebenplatz, wo auf Kunstrasen gespielt wird.

## Geschichte
Nachdem die SpVg Beckum verschiedene Plätze in der Stadt als Heimspielstätte nutzte wurde ab 1958 die Römerkampfbahn zur Heimat des Vereins. Auf dem Gelände befand sich vorher ein Steinbruch der ehemaligen Römerzementwerke. Die Eröffnung fand am 2. August 1958 statt. Gleich in der ersten Saison im neuen Stadion wurden die Beckumer nach Hin- und Rückspiel gegen die Sportfreunde Siegen Westfalenmeister. In der Saison 1978/79 sowie von 1989 bis 2001 spielte die SpVg Beckum in der seinerzeit dritt- bzw. viertklassigen Oberliga Westfalen.
Dreimal traten die Beckumer in der Römerkampfbahn im Rahmen des DFB-Pokals an. Die erstmalige Qualifikation gelang in der Saison 1992/93, wo die SpVg nach einem Freilos in der ersten Runde in Runde zwei gegen den Bundesligisten Werder Bremen vor 6.100 Zuschauern mit 0:7 verlor. 1995 gewannen die Beckumer im eigenen Stadion nach einem 4:2-Sieg im Elfmeterschießen gegen die SpVgg Erkenschwick den Westfalenpokal und qualifizierte sich erneut für den DFB-Pokal. Dort gelang der Mannschaft in der ersten Runde vor 5700 Zuschauern ein überraschender Sieg im Elfmeterschießen gegen den Bundesligisten 1. FC Köln. In der zweiten Runde trafen die Beckumer auf den damaligen Zweitligisten SpVgg Unterhaching und verloren vor 2.500 Zuschauern knapp mit 2:3.
Im Jahre 1971 wurden die Entscheidungsspiele um die Meisterschaft der Gruppe 1 der Fußball-Westfalenliga in der Beckumer Römerkampfbahn ausgetragen. Die punktgleichen Mannschaften des SVA Gütersloh und der Hammer SpVg mussten den Teilnehmer am Endspiel um die Westfalenmeisterschaft ermitteln. Das erste Spiel endete vor rund 12.000 Zuschauern mit 2:2 nach Verlängerung. Im Wiederholungsspiel vor ähnlich großer Kulisse setzten sich die Gütersloher mit 3:2 durch. Ein weiterer Höhepunkt der Vereinsgeschichte war das Ablösespiel für Udo Horsmann am 5. März 1978. Horsmann war drei Jahre zuvor von Beckum zum FC Bayern München gewechselt. Vor 7000 Zuschauern gewannen die Münchener mit 6:5. Am 17. Juli 1982 spielte Arminia Bielefeld im Rahmen des Intertoto-Cups gegen den RFC Lüttich 1:1.